# Dinitrofluoranthene
Dinitrofluoranthene sind chemische Verbindungen aus der Gruppe der Fluoranthenderivate, die aus Fluoranthen und zwei Nitrogruppen bestehen. Durch die unterschiedliche Anordnung der Nitrogruppen sind theoretisch 25 verschiedene Isomere möglich.

## Vorkommen
3,7- und 3,9-Dinitrofluoranthen wurden in geringen Mengen in Emissionen von Dieselmotoren, Kerosinheizungen und anderen Verbrennungsquellen nachgewiesen.

## Gewinnung und Darstellung
3,7- und 3,9-Dinitrofluoranthen werden für Laborzwecke durch Nitrierung von Fluoranthen hergestellt. Bei Renitrierung von 3-Nitrofluoranthen in Gegenwart von rauchender Salpetersäure entsteht neben 3,7- und 3,9-Dinitrofluoranthen auch 3,4-Dinitrofluoranthen und 3,4,7-, 3,4,8- oder 3,4,9-Trinitrofluoranthen. Die Nitrierung von Fluoranthen mit NO2/N2O4 ergibt neben verschiedenen Mononitrofluoranthenen auch 1,2- und 1,3-Dinitrofluoranthen. 1,2- und 2,3-DNF wiederum können durch Nitrierung von Fluoranthen mit N2O5 in CCl4 synthetisiert werden. 1,4-, 1,7-, 1,8-, 1,9-, 3,4-, 3,7-, 3,8-, 3,9- und 3,10-DNF können durch Nitrierung von 1-, 3-, 7- und 8-Nitrofluoranthen mit Salpetersäure synthetisiert, während die 1,5-, 2,4-, 2,5-, 2,7-, 2,8-, 2,9- und 2,10-DNF entweder durch Nitrierung von 1-, 2-, 3-, 7- und 8-Nitrofluoranthen mit N2O5 in CCl4 oder durch Nitrierung von 2-Nitrofluoranthen mit Salpetersäure erhalten werden können.

## Eigenschaften
| wichtige Dinitrofluoranthene | wichtige Dinitrofluoranthene     | wichtige Dinitrofluoranthene     | weitere Dinitrofluoranthene | weitere Dinitrofluoranthene | weitere Dinitrofluoranthene |
| Name                         | 3,4-Dinitrofluoranthen           | 3,7-Dinitrofluoranthen           | 3,8-Dinitrofluoranthen      | 3,9-Dinitrofluoranthen      | 3,10-Dinitrofluoranthen     |
| Strukturformel               |                                  |                                  |                             |                             |                             |
| CAS-Nummer                   | 55691-69-5                       | 105735-71-5                      | 105735-74-8                 | 22506-53-2                  | 105735-69-1                 |
| PubChem                      | 41534                            | 60018                            | 184574                      | 31186                       | 184570                      |
| Wikidata                     | Q83077674                        | Q27155875                        | Q82879365                   | Q27155876                   | Q82879361                   |
| Summenformel                 | C16H8N2O4                        | C16H8N2O4                        | C16H8N2O4                   | C16H8N2O4                   | C16H8N2O4                   |
| Molare Masse                 | 292,25 g·mol−1                   | 292,25 g·mol−1                   | 292,25 g·mol−1              | 292,25 g·mol−1              | 292,25 g·mol−1              |
| Aggregatzustand              | fest                             | fest                             |                             |                             |                             |
| Kurzbeschreibung             | gelbe Nadeln                     | gelb-orange Kristalle            |                             |                             |                             |
| Schmelzpunkt                 | 203–204 °C                       | 275–276 °C                       |                             |                             |                             |
| Dichte                       | ?                                | ?                                |                             |                             |                             |
| Löslichkeit                  | ?                                | ?                                |                             |                             |                             |
| GHS- Kennzeichnung           | \| keine Einstufung verfügbar \| | \| keine Einstufung verfügbar \| |                             |                             |                             |
| H- und P-Sätze               | siehe oben                       | siehe oben                       |                             |                             |                             |
| H- und P-Sätze               | siehe oben                       |                                  |                             |                             |                             |
| keine Einstufung verfügbar   |                                  |                                  |                             |                             |                             |

| weitere Dinitrofluoranthene |                        |                        |                        |                        |                        |                        |                         |
| Name                        | 2,3-Dinitrofluoranthen | 2,4-Dinitrofluoranthen | 2,5-Dinitrofluoranthen | 2,7-Dinitrofluoranthen | 2,8-Dinitrofluoranthen | 2,9-Dinitrofluoranthen | 2,10-Dinitrofluoranthen |
| Strukturformel              |                        |                        |                        |                        |                        |                        |                         |
| CAS-Nummer                  | 105735-66-8            | 102493-19-6            | 102493-21-0            | 105735-70-4            | 105735-75-9            | 105735-77-1            | 105735-73-7             |
| PubChem                     | 149706                 | 149088                 | 149119                 | 184571                 | 184575                 | 184577                 | 184573                  |
| Wikidata                    | Q83012572              | Q83009606              | Q83009609              | Q82879362              | Q82879367              | Q82879368              | Q83012574               |
| Summenformel                | C16H8N2O4              | C16H8N2O4              | C16H8N2O4              | C16H8N2O4              | C16H8N2O4              | C16H8N2O4              | C16H8N2O4               |
| Molare Masse                | 292,25 g·mol−1         | 292,25 g·mol−1         | 292,25 g·mol−1         | 292,25 g·mol−1         | 292,25 g·mol−1         | 292,25 g·mol−1         | 292,25 g·mol−1          |

| weitere Dinitrofluoranthene |                        |                        |                        |                        |                        |                        |                        |
| Name                        | 1,2-Dinitrofluoranthen | 1,3-Dinitrofluoranthen | 1,4-Dinitrofluoranthen | 1,5-Dinitrofluoranthen | 1,7-Dinitrofluoranthen | 1,8-Dinitrofluoranthen | 1,9-Dinitrofluoranthen |
| Strukturformel              |                        |                        |                        |                        |                        |                        |                        |
| CAS-Nummer                  | 25896-23-5             | 110419-21-1            | 105735-67-9            | 105735-68-0            | 105735-65-7            | 105735-72-6            | 105735-76-0            |
| PubChem                     | 119264                 | 135718                 | 184568                 | 184569                 | 184567                 | 184572                 | 184576                 |
| Wikidata                    | Q82926630              | Q27288374              | Q83012573              | Q82879360              | Q83012571              | Q82879363              | Q83012575              |
| Summenformel                | C16H8N2O4              | C16H8N2O4              | C16H8N2O4              | C16H8N2O4              | C16H8N2O4              | C16H8N2O4              | C16H8N2O4              |
| Molare Masse                | 292,25 g·mol−1         | 292,25 g·mol−1         | 292,25 g·mol−1         | 292,25 g·mol−1         | 292,25 g·mol−1         | 292,25 g·mol−1         | 292,25 g·mol−1         |

| Dinitrofluoranthene ohne weitere Informationen |                        |                         |                        |                        |                         |                        |
| Name                                           | 1,6-Dinitrofluoranthen | 1,10-Dinitrofluoranthen | 7,8-Dinitrofluoranthen | 7,9-Dinitrofluoranthen | 7,10-Dinitrofluoranthen | 8,9-Dinitrofluoranthen |
| Strukturformel                                 |                        |                         |                        |                        |                         |                        |
| Summenformel                                   | C16H8N2O4              | C16H8N2O4               | C16H8N2O4              | C16H8N2O4              | C16H8N2O4               | C16H8N2O4              |
| Molare Masse                                   | 292,25 g·mol−1         | 292,25 g·mol−1          | 292,25 g·mol−1         | 292,25 g·mol−1         | 292,25 g·mol−1          | 292,25 g·mol−1         |

## Sicherheitshinweise
Die subkutane Injektion von 3,7- und 3,9-Dinitrofluoranthenen bei Ratten führte zu einer hohen Inzidenz von subkutanen Tumoren an der Injektionsstelle, bei denen es sich zumeist um bösartige fibröse Histiozytome handelte. Das Einatmen von 3,7- und 3,9-Dinitrofluoranthenen führte zu einer hohen Inzidenz von Lungentumoren, bei denen es sich zumeist um Plattenepithelkarzinome handelte. Die Verbindungen sind für Bakterien hochgradig mutagen, insbesondere wenn kein exogenes Stoffwechselsystem vorhanden ist. In Säugetierzellen induzierten diese Verbindungen in vitro Chromosomenaberrationen, aber keine Genmutationen. Auch von anderen Dinitrofluoranthenen sind ähnliche Wirkungen bekannt.

## Externe Links zu erwähnten Verbindungen
1. ↑  Externe Identifikatoren von bzw. Datenbank-Links zu 3-Nitrofluoranthen:  CAS-Nr.: 892-21-7, EG-Nr.: 681-940-4, ECHA-InfoCard: 100.207.060, PubChem: 13462, ChemSpider: 12885, Wikidata: Q27116002.
2. ↑  Externe Identifikatoren von bzw. Datenbank-Links zu 3,4,7-Trinitrofluoranthen:  CAS-Nr.: 109791-11-9, Wikidata: Q124209746.
3. ↑  Externe Identifikatoren von bzw. Datenbank-Links zu 3,4,8-Trinitrofluoranthen:  CAS-Nr.: 55691-68-4, PubChem: 180525, Wikidata: Q83077673.
4. ↑  Externe Identifikatoren von bzw. Datenbank-Links zu 1-Nitrofluoranthen:  CAS-Nr.: 13177-28-1, PubChem: 25759, Wikidata: Q83025356.
5. ↑  Externe Identifikatoren von bzw. Datenbank-Links zu 2-Nitrofluoranthen:  CAS-Nr.: 13177-29-2, PubChem: 25760, ChemSpider: 24000, Wikidata: Q27893894.
6. ↑  Externe Identifikatoren von bzw. Datenbank-Links zu 8-Nitrofluoranthen:  CAS-Nr.: 13177-32-7, PubChem: 25762, Wikidata: Q83025358.
7. ↑  Externe Identifikatoren von bzw. Datenbank-Links zu 7-Nitrofluoranthen:  CAS-Nr.: 13177-31-6, PubChem: 25761, Wikidata: Q83025357.